# Ste-Colombe (Hattstatt)

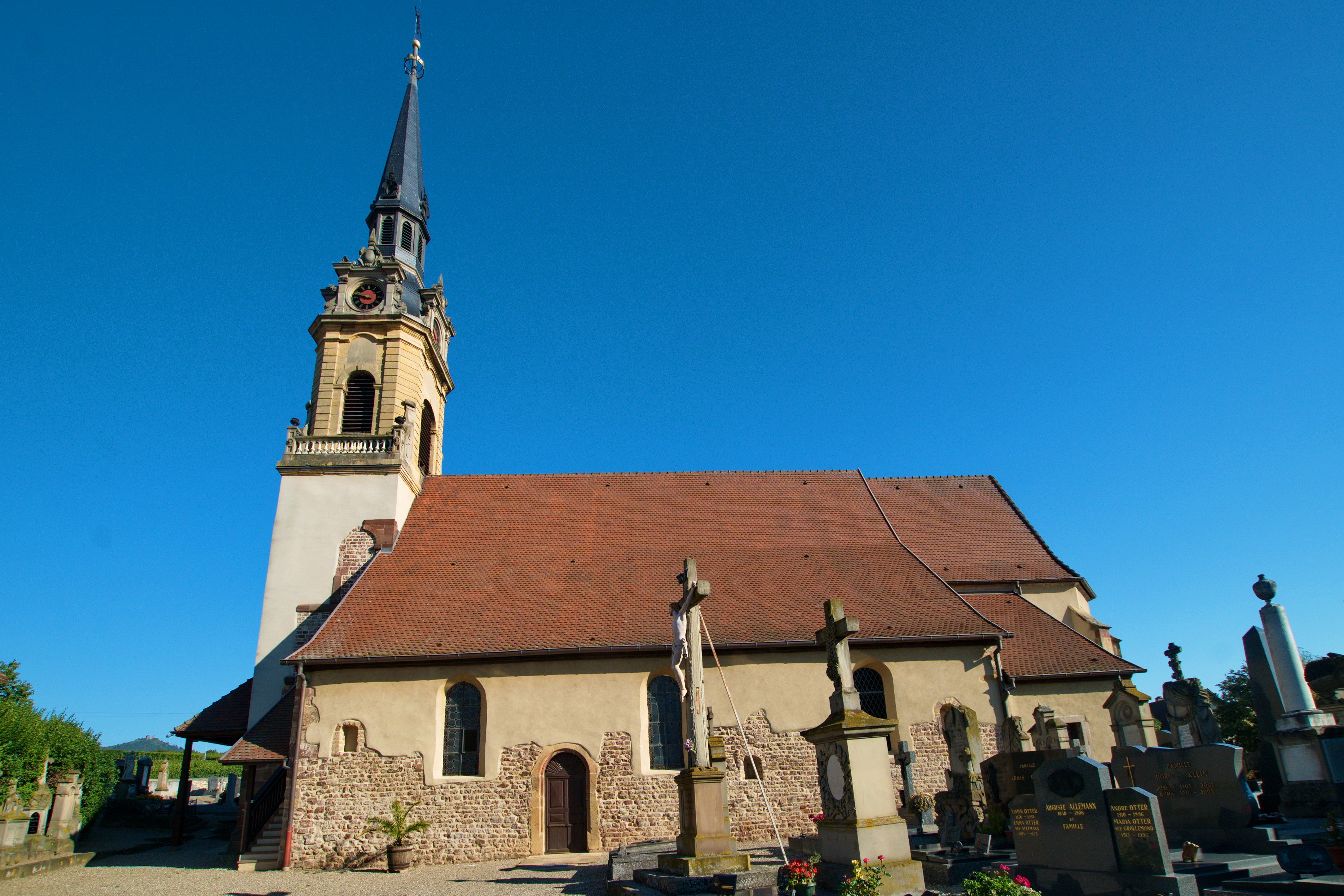
Seitenansicht

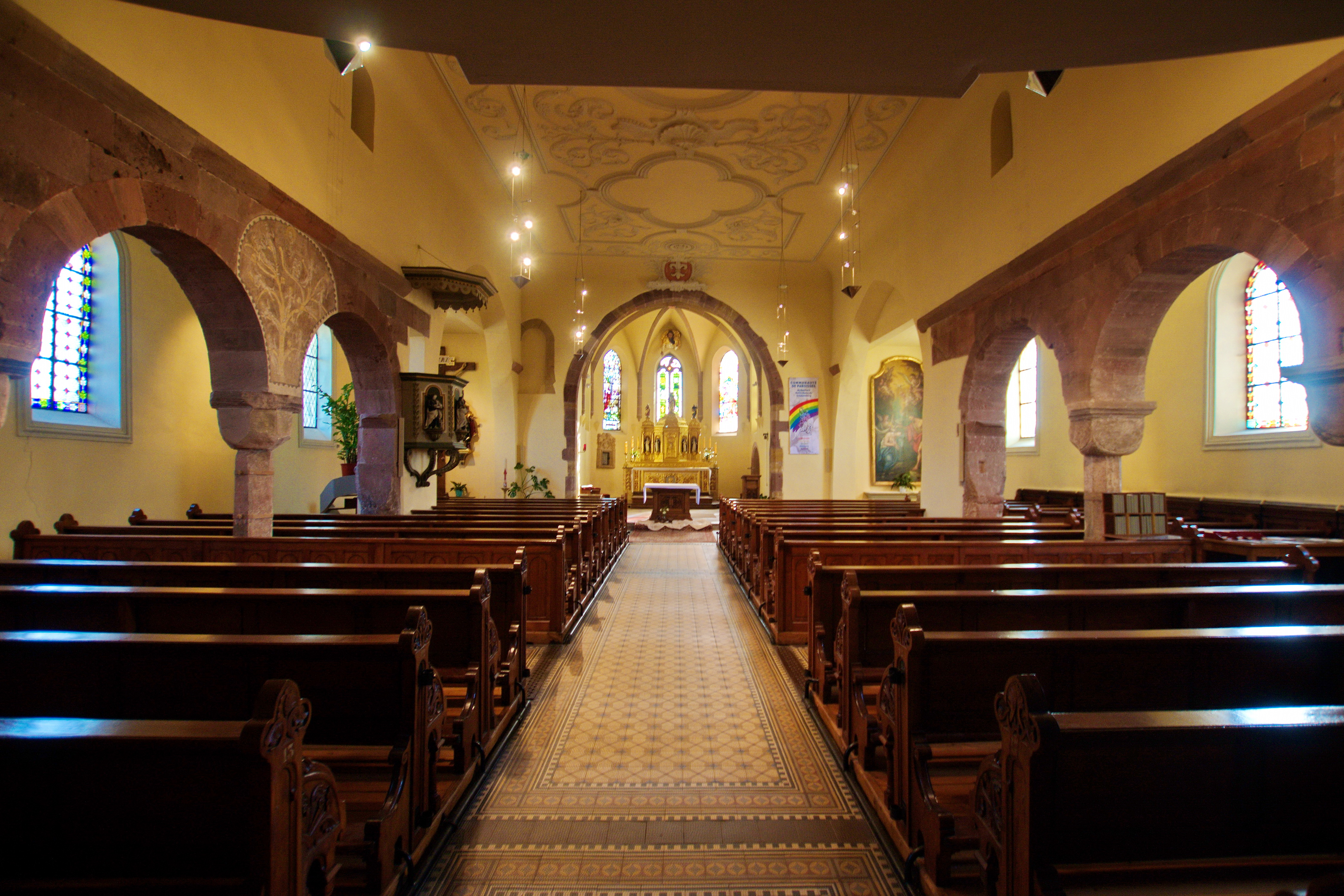
Blick durch das Mittelschiff zum Chor

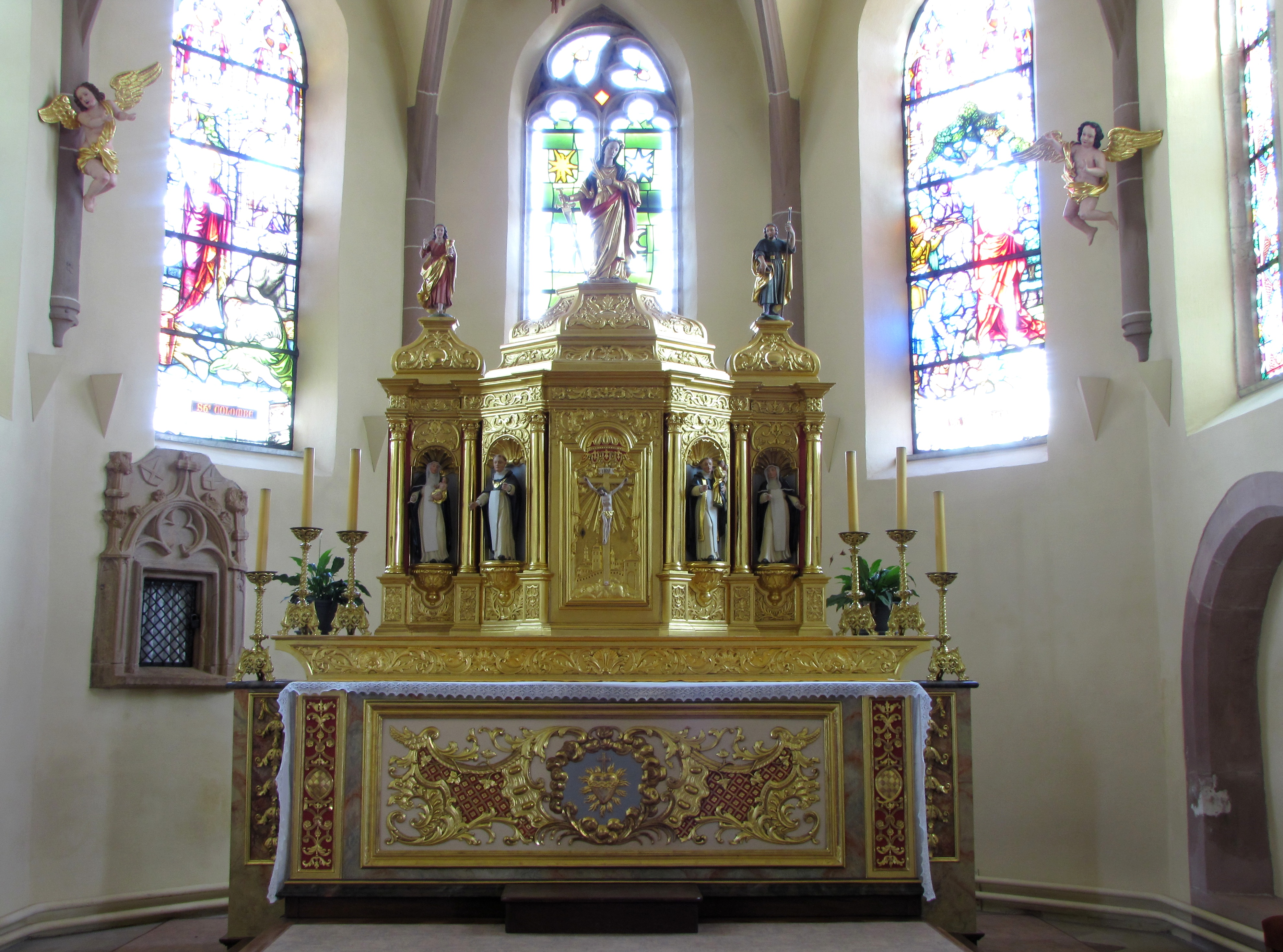
Hochaltar aus dem 17. Jahrhundert

Sainte-Colombe ist eine römisch-katholische Kirche in der elsässischen Gemeinde Hattstatt. Sie steht als Monument historique unter Denkmalschutz. Sie steht unter dem Patrozinium der hl. Kolumba von Sens.

## Geschichte
Ste-Columbe wurde im ausgehenden 11. Jahrhundert errichtet. Anfang des 15. Jahrhunderts geriet die Hattstatt unter die Herrschaft der Adelsfamilie Schaller, später der Rotbergs. Aus dieser Zeit stammt der gotische Chor, der eine romanische Apsis ersetzte. Die Anbauten entstanden im 16. und 18. Jahrhundert. 1470 wurde die Kirche dem Basler Münster unterstellt. Den Zehnt teilten sich ab 1488 das Kapitel von Straßburg, Basel und das Kloster Marbach. Der Turm entstand im 12. Jahrhundert, erhielt aber 1772 ein barockes Obergeschoss, 1882 wurde der Helm gesetzt. 

## Architektur
Die Kirche wurde als Basilika errichtet. Auf dem sich leicht nach oben verjüngenden Westturm über annähernd quadratischem Grundriss wurde ein Obergeschoss mit Glockenstube und abgefasten Ecken errichtet. Barocke Elemente zieren das Geschoss, das an den Seiten von Balustraden geschützt wird. In den Giebelfeldern im Dachbereich sind Uhren eingelassen. Das Uhrwerk stammt aus dem Jahr 1765.
Von der ursprünglichen Ausführung als Basilika ist nicht mehr viel geblieben. Äußerlich deckt ein Satteldach das komplette Kirchenschiff, die Obergaden wurden Anfang des 18. Jahrhunderts im Inneren fast alle vermauert, sodass nur eine Pseudobasilika erhalten ist. Das höhere Mittelschiff ist flach gedeckt und mit Stuck verziert. Hohe Spitzbogen im Vierungsbereich lassen den Eindruck eines Querhauses entstehen. Die Hochseiten des Mittelschiffs werden von vier Rundbogenarkaden auf Rund- und achteckigen Säulen mit Würfelkapitellen getragen. Der Chor mit ⅝-Abschluss und Sakramentsnische wird von einem ausgeprägten Gewölbe überragt und von spitzbogigen Buntglasfenstern mit Maßwerk beleuchtet. Der Westturm wird im Erdgeschoss von Blendarkaden verziert, darüber liegt ein kleines Oratorium. Über der Eingangsseite im Kirchenschiff thront eine Orgel auf einer hölzernen Empore.
Im einfachen Rundbogenportal haben sich zwei Steinmetzzeichen erhalten.

## Ausstattung
In einem Zwickel in den nördlichen Arkaden ist eine alte Darstellung eines Lebensbaumes erkennbar, die bei Restaurierungsarbeiten im Jahr 1924 entdeckt wurde. Der Taufstein stammt aus gotischer Zeit. Im nördlichen Seitenschiff ist eine Kreuzigungsgruppe aus dem 16. Jahrhundert erhalten. Die hölzerne Kanzel und Schalldeckel stammen aus dem 18. Jahrhundert. 
In der Kirche haben sich reiche Figurenschnitzerein erhalten, die überwiegend aus dem 18. Jahrhundert stammen, darunter auch die Heiligenfiguren einer Katharina von Alexandrien, eines hl. Blasius, eines hl. Sebastian und eine Statue der Maria Magdalena. Außergewöhnlich ist der vergoldete Altaraufsatz aus Holz aus dem Kloster Unterlinden. Er stammt aus dem 17. Jahrhundert. Im Zentrum ist eine Kreuzigungsszene dargestellt, flankiert wird diese von je zwei Nischen mit Heiligenfiguren.

## Orgel
Die Orgel wurde 1723 von dem Orgelbauer Kohr geschaffen, 1800 von Joseph Rabiny und 1833/34 von Claude-Ignace Callinet restauriert und ausgebaut. Im Jahr 1900 veränderte Martin Rinckenbach die Orgel leicht. 1968 wurde die Orgel von Orgelbauer Adam erneut saniert.